# Kîrîiakivka, Hlobîne
Kîrîiakivka (în ucraineană Кирияківка) este un sat în comuna Brovarkî din raionul Hlobîne, regiunea Poltava, Ucraina.

## Demografie
Componența lingvistică a localității Kîrîiakivka
     Ucraineană (93,4%)
     Maghiară (2,98%)
     Rusă (2,77%)
     Alte limbi (0,85%)
Conform recensământului din 2001, majoritatea populației localității Kîrîiakivka era vorbitoare de ucraineană (93,4%), existând în minoritate și vorbitori de maghiară (2,98%) și rusă (2,77%).